# Libnotes (Goniodineura) neofamiliaris
Libnotes (Goniodineura) neofamiliaris is een tweevleugelige uit de familie steltmuggen (Limoniidae). De soort komt voor in het Oriëntaals gebied.